# 防犯設備士
防犯設備士（ぼうはんせつびし）資格認定試験は、1992年（平成4年）2月から国家公安委員会認定事業として開始された。また、1996年（平成8年）に閣議決定された「公益法人に対する検査等の委託等に関する基準」により国家公安委員会認定では無くなり、現在は自主事業として実施されている。
防犯設備機器の普及と正しい知識と運用に関する専門的知識と技能を有する専門家の資格として現在に至る。警察白書に「防犯設備に関する知識・技能を有する専門家」と紹介されている。
なお、防犯意識の向上により発注者からの条件として、防犯設備士が指名されることもあり今後の役割が重要視されている。
資格には防犯設備士と、上位クラスの総合防犯設備士とがある。
　2025年8月から、建設キャリアアップシステム（CCUS)における能力評価基準の住宅建築関連技能者として、防犯設備士はレベル２相当、総合防犯設備士はレベル3相当として位置付けられた。
資格認定は、昭和61年に警察庁や関連団体などの要請や支援で設立され、2026年（令和8年）に創立40周年を迎える、公益社団法人日本防犯設備協会が行っている。

## 防犯設備士
防犯設備士は、各地域で防犯アドバイザー（地域によって種々の呼び方がある）の委嘱条件になったり、防犯設備のメーカや商社の社員教育の一環として活用されたり、名刺に資格名称、資格者番号を記載することで、取引時の安心感を生むというような活用がされている。
- 資格取得者：32,798名（2025年4月1日現在）
- 2013年度（平成25年度）の資格取得者から3年毎の資格更新が義務付けられた。資格更新制度は2025年4月1日、2026年4月1日の二段階で大きく改正される。

### 受験資格
- 資格を取得するには、公益社団法人日本防犯設備協会が実施する、防犯設備士養成講習を修了し、資格認定試験に合格しなければならない。

- 下記協会の定めた欠格事由に該当する者は受験できない。
  - 禁錮以上の刑に処せられ、その執行を終わり、または執行を受けることがなくなった日か3年を経過しない者。
  - 破産手続開始の決定を受けて復権を得ない者。
  - 暴力団員による不当な行為の防止に関する法律（平成3年法律第77号）第2条6号に規定する暴力団員または暴力団員でなくなった日から5年を経過しない者。
  - アルコール、麻薬、大麻、あへんもしくは覚せい剤等の中毒者。

### 養成講習
- 講習はあらかじめ撮影した講義動画をオンライン配信するので、期間中はいつでもどこでも何度でも視聴が可能。

### 認定試験
- 認定試験は、年間4回実施。全国47都道府県の約300か所のテストセンターで実施する。約2か月間の試験期間の中から各自が自由に予約する。また、予約した受験日の3日前までなら受験場所、時間の変更が可能。テストセンターの申込みは先着順なので早めに申し込まないと希望するテストセンターで受験できない場合がある。
  - 不合格者、欠席者は、2年以内で初回を含む3回までは、受験料のみで受講・受験が可能。

- 試験科目
  - 試験は、テストセンターに設置してあるPCのマウスで解答を選択してクリックする方式。
    - 試験時間は110分間。
    - 試験科目は、防犯の基礎、電気の基礎、設備機器（侵入警報設備、防犯カメラ設備、出入管理設備）、設備設計、施工・維持管理

### 資格更新制度
- 資格更新は講習方式と自宅学習方式のどちらかを選択する。2025年4月1日以降に資格を取得または資格更新を行った場合、資格の有効期間は５年間。
- 2026年4月1日以降は、下記のように改正される。

①資格停止期間は1年間となり、資格停止されてから１年を超えても資格更新しない場合には資格が失効する。
②平成24年度以前に資格を取得した、これまで資格更新義務が無かった者にも資格更新義務が発生し、2026年4月1日以降３年間の猶予期間のうちに資格更新しなければ資格が失効する。但し、協会がやむを得ない事情と認める場合は資格更新手続きで資格が復活する。

## 総合防犯設備士
- 防犯設備士の上位資格。
- 総合的な専門知識や判断力及び応用力によって、防犯設備の設計、施工、維持管理、防犯診断、監理、監査、コンサルティング並びに防犯設備士の指導・育成ができる能力を有する、防犯設備関係の認定資格としては国内最高ランクのもの。「ハード（設備）面」だけではなく、管理体制の構築・セキュリティ意識の高揚・監査など、いわゆる「ソフト面」も含めた提言をする。
- 「セキュリティのプロ中のプロ」として地域住民や警察・自治体関係者などと協力し、積極的に地域での防犯活動を展開して、地域の安全安心に貢献しており、これらの活動の中でリーダーシップを発揮できる者として期待されている。
- 総合防犯設備士は、2002年（平成14年）に試験開始。
- 資格取得者：527名（2025年4月1日現在）
- 総合防犯設備士資格認定試験には、一次試験と二次試験（面接試験）があり、一次試験は筆記試験と講習認定に区分され選択できる。

### 受験資格
- 一次試験
  - 筆記試験　防犯設備士であること。
  - 講習認定　防犯設備士資格取得後6年以上の実務経験を証明でき、かつ防犯関係機関等の表彰を受けるなど、防犯活動に優れた足跡を残した者であって、書類選考で選ばれた者。

- 二次試験
  - 筆記試験または講習認定の合格者。

### 認定試験
認定試験は、年間1回実施。
- 一次試験
  - 筆記試験：4科目あり、科目Ⅰは選択式、科目Ⅱ、Ⅲ、Ⅳは記述式。科目合格制で合格した科目は３年間有効。また、科目Ⅰは防犯設備士の資格更新を行っていて有効期限内であれば免除する。
  - 講習認定：講習へ参加し、確認試験を実施。

- 二次試験
  - 面接試験

### 資格更新
- 1)「テーマを与えてA4用紙２~３枚程度のレポート提出」と2)「資格更新問題の解答用紙提出」の両方を実施する必要がある。ただし、1)については、毎年1回実施するスキルアップセミナーに５年間中２回以上参加すれば免除、2)については、更新講習へ参加すれば免除となる。

## 各都道府県の防犯設備士協会
- 北海道防犯設備士協会
- 青森県防犯設備協会
- 岩手県防犯設備協会
- 秋田県防犯設備協会
- 宮城県防犯設備士協会
- 山形県防犯設備協会
- 福島県防犯設備協会
- 茨城県防犯設備協会
- 栃木県防犯設備協会
- 群馬県防犯設備協会（一般社団法人）
- 埼玉県防犯設備協会（一般社団法人）
- 千葉県防犯設備協会（一般社団法人）
- 東京都セキュリティ促進協力会 （NPO法人）
- 神奈川県防犯セキュリティ協会 （NPO法人）
- 新潟県防犯設備協会
- 山梨県防犯設備士協会 （NPO法人）
- 長野県防犯設備協会
- 静岡県防犯設備士生活安全協議会
- 富山県防犯設備協会
- 石川県防犯設備促進協力会
- 福井県防犯設備協会（NPO法人）
- 岐阜県防犯設備協会
- 愛知県セルフガード協会
- 三重県防犯設備協会（NPO法人）
- 滋賀県防犯設備士協会
- 京都府防犯設備協会（一般社団法人）
- 奈良県防犯設備士協会（NPO法人）
- 和歌山県防犯設備協会
- 大阪府防犯設備士協会（NPO法人）
- 兵庫県防犯設備協会（NPO法人）
- 鳥取県防犯設備協会
- 島根県防犯設備協会
- 岡山県防犯設備業防犯協力会
- 広島県生活安全防犯協会（NPO法人）
- 山口県防犯設備士協会（一般社団法人）
- 徳島県防犯設備協会 （一般社団法人）
- 香川県防犯設備業防犯協力会
- 高知県防犯設備協会（NPO法人）
- 福岡県防犯設備士協会（NPO法人）
- 長崎県防犯設備協会
- 熊本県防犯設備協会（一般社団法人）
- 大分県防犯設備士協会
- 宮崎県防犯設備士協会（NPO法人）
- 鹿児島県防犯設備協会
- 沖縄県防犯設備協会

## その他
- 民間資格の防犯装備士ならびに防犯装備協会は、別の資格・組織である。